# Otlya
Otlya (macedónul: Отља, albánul Hotla) település Észak-Macedóniában, a Északkeleti körzetben, Lipkovo községben.

## Népesség
| Lakosok száma | 1543 | 1601 | 1638 | 1938 | 2326 |      | 2685 | 3148 | 2538 |
|               | 1948 | 1953 | 1961 | 1971 | 1981 | 1991 | 1994 | 2002 | 2021 |

- 2002-ben 3148 lakosa volt, akik közül 3137 albán, 3 macedón és 8 egyéb.